# Samuel Bronfman
Samuel Bronfman, CC (Sam Bronfman; * 27. Februar 1891 in Soroca, Moldawien; † 10. Juli 1971 in Montreal) war ein kanadischer Unternehmer (Gründer von Seagram, des weltweit größten Spirituosenherstellers) und von 1939 bis 1962 Präsident des Canadian Jewish Congress.

## Leben
Samuel Bronfman gründete 1924 in Montréal die Distillers Corporation Ltd. Das Unternehmen war ein Joint Venture zwischen Bronfman und dem britischen Unternehmen „The Distillers Company Limited“ (DCL). Unternehmenszweck war die Vertretung der Whiskymarken von DCL in Kanada.
Dank der Prohibition in den USA erzielte die junge Firma in den 1920ern starkes Wachstum, da in Kanada diese gesetzliche Beschränkung nicht galt. Es brachte der Familie Bronfman ein Vermögen ein, das praktisch unabhängig von der jeweiligen Wirtschaftslage immer weiter wuchs. Zu Bronfmans Geschäftspartnern zählten u. a. auch Al Capone in Chicago und Arnold Rothstein in New York, die Bronfman riesige Chargen abkauften und den Stoff illegal unter das Volk brachten. 1928 kaufte die Distillers Corporation Ltd. die kleine Brennerei Joseph E. Seagram & Sons, mitsamt den Namensrechten daran, von Seagrams Erben.
Nach dem Ende der Prohibition 1933 kaufte Bronfman von DCL deren Anteil an der Distillers Corporation und benannte das Unternehmen in Seagram um. Der zum Teil minderwertige Fusel wurde durch Whiskey höchster Qualität ersetzt. Bis zu seinem Tod im Jahre 1971 führte Samuel Bronfman das Unternehmen, welches daraufhin von seinem Sohn Edgar Bronfman sen. übernommen wurde und auch in andere Branchen (Unterhaltung und Medien) diversifizierte.

## Auszeichnungen
1967 wurde ihm die höchste kanadische Auszeichnung für Zivilpersonen verliehen (Companions of the Order of Canada).

## Familie
Samuel Bronfman war eines von acht Kindern von Mindel und Ekiel Bronfman, die von Bessarabien nach Kanada ausgewandert waren.
Am 21. Juni 1922 heiratete er Saidye Rosner (1897–1995). Aus der Ehe gingen vier Kinder hervor: Aileen Mindel „Minda“ Bronfman de Gunzburg (1925–1986), Phyllis Lambert (* 14. Januar 1927), Edgar Miles Bronfman (1929–2013) und Charles Rosner Bronfman (* 27. Juni 1931).